# Slam (Roman)
Slam ist ein 2007 vom englischen Autor Nick Hornby veröffentlichter Roman. Er handelt von dem sechzehnjährigen Jungen Sam, der völlig überfordert mit der ungewollten Schwangerschaft seiner ebenfalls sechzehnjährigen Freundin Alicia ist.

## Hauptfiguren
- Sam Jones – Ein 16 Jahre alter Teenager, der skatet und mit einem Poster von Tony Hawk redet.
- Alicia Burns – Die 16-jährige Freundin von Sam.
- Annie Jones – Sams 32-jährige Mutter.
- Sams Vater – ist von Sams Mutter geschieden und spielt daher eine eher kleine Rolle in Sams Leben, was aber auch daran liegt, dass Sam ihn für jemanden hält, der es nicht wert ist, ernst genommen zu werden.
- Rufus "Roof" Jones – Das Kind von Sam und Alicia.
- Andrea und Robert Burns – Die Eltern von Alicia.
- Mark – Der neue Freund von Sams Mutter.
- Rabbit und Rubbish (Spitznamen) – Freunde, mit denen Sam gemeinsam skatet.
- Alex & Carl – Zukünftige Partner von Sam und Alicia, die Sam aber nur in einer Zukunftsvision sieht.
- Oliver – Sams Mutter trifft ihn auf der Party ihrer Arbeitskollegin.
- Rich Burns – Alicias älterer Bruder.
- Jason Gerson – Vorheriger Freund von Alicia.
- Emily – Gemeinsame Tochter von Annie und Mark.

## Inhalt
Der fast 16 Jahre alte Skater Sam wird von seiner Mutter zu einer scheinbar langweiligen Geburtstagsparty einer ihrer Arbeitskolleginnen mitgenommen, auf der er Alicia trifft, von der ihm seine Mutter bereits vorgeschwärmt hat.
Alicia wird von Sam als wunderschön empfunden und er interessiert sich sofort für sie. Sie zeigt nach anfänglicher Überheblichkeit auch Interesse für ihn. Sie erzählt ihm, dass sie ihren vorigen Freund erst vor kurzem verlassen hat, weil dieser unbedingt mit ihr schlafen wollte. Zu Sams großer Überraschung will Alicia aber bereits am nächsten Tag mit ihm schlafen – was er für eine Trotzhandlung hält. Deshalb zögert er zuerst und möchte gehen, doch als Alicia daraufhin anfängt zu weinen, entscheidet er sich um und hat auf diese Weise sein erstes Mal mit Alicia. Die beiden sind daraufhin für ein paar Monate ein Paar und schlafen regelmäßig miteinander. Einmal überredet Alicia Sam dazu, kein Kondom zu verwenden. Bei diesem Akt widerfährt Sam ein Missgeschick – er ejakuliert zur Hälfte in Alicia, was diese jedoch nicht bemerkt.
Später wird Sam bewusst, dass Alicias Eltern keine positive Einstellung ihm gegenüber besitzen, da sie unbeabsichtigt andeuten, dass er im Gegensatz zu Alicia dumm und zukunftslos sei.
Sam verliert einige Zeit später das Interesse an Alicia und bricht kurz darauf den Kontakt zu ihr ab.
An Sams 16. Geburtstag erhält er eine Textnachricht von Alicia, die ihn bittet, sich aufgrund einer dringenden Angelegenheit mit ihm zu treffen. Als Sam dieser Bitte nachgeht, kann er sich bereits denken, worum es geht. Er erfährt, dass Alicia vor 3 Wochen ihre Periode hätte haben müssen. Da die beiden jedoch nicht genug Geld für einen Schwangerschaftstest haben, bricht Alicia auf, um von zu Hause Geld zu holen. Sie benötigt jedoch mehr Zeit als geplant, weswegen Sam, der auf sie warten sollte, sein Handy abschaltet und nach Hause geht.
Nach einem der vielen Gespräche mit seinem Tony-Hawk-Poster passiert plötzlich etwas vollkommen Ungewöhnliches: Er wird (seiner Ansicht nach von Tony Hawk) ca. ein Jahr in die Zukunft versetzt und lebt dort einen Tag mit Alicia und ihrem gemeinsamen Baby Roof. Er empfindet den Tag als vollkommen schrecklich, und als er in seiner eigenen Zeit wieder aufwacht, ist ihm klar, dass diese Zukunft echt war. Er flüchtet daraufhin panisch nach Hastings und wirft dort sein Telefon ins Meer. Allerdings bleibt er nur einen Tag und kehrt dann nach Islington (London), wo er wohnt, zurück.
Am dritten Tag nach Sams Rückkehr sucht ihn Alicia auf und teilt ihm mit, dass sie schwanger ist, aber auf keinen Fall abtreiben möchte. Die Dinge nehmen ihren Lauf: Die beiden erzählen die Nachricht ihren Eltern, Alicia vermasselt ihre Prüfungen zum General Certificate of Secondary Education (was ihre Eltern auf die Schwangerschaft zurückführen), Sam und Alicia besuchen einen Elternvorbereitungskurs und Rufus (benannt nach Rufus Wainwright, da eines seiner Lieder bei der Geburt des gemeinsamen Kindes aufgelegt ist), genannt „Roof“, wird geboren, woraufhin Sam einen Tag später in das Haus von Alicia und ihren Eltern Andrea und Robert in Highbury New Park nahe Islington, London, einzieht. Wenig später wird Sams erste Zukunftsvision zur Tatsache.
Sam und Alicia meistern ihre Rolle als Eltern relativ gut, wie sie es erwartet haben. Doch dann erlebt Sam wieder eine Zukunftsvision, in der er und Alicia getrennt sind und Sam wieder in der Wohnung seiner Mutter lebt. Diese Zukunftsvision tritt nach einem Gespräch mit seinem Vater ebenfalls ein, was aber für Sam keineswegs bedeutet, seine väterlichen Pflichten zu vernachlässigen.
Einige Zeit später fangen Sam und Alicia erneut an, miteinander zu schlafen. Jedoch werden sie einmal von Andrea erwischt und von ihr und Robert zur Rede gestellt. Alicia sagt, dass Sam und sie ihrer Beziehung eine neue Chance geben möchten. Sam ist sich jedoch mittlerweile bewusst, dass er Alicia nicht liebt. In dem zum Streit ausartenden Gespräch macht Andrea deutlich, dass sie eine sexuelle Beziehung zwischen Sam und Alicia nicht toleriert. Hiermit endet die Partnerschaft von Sam und Alicia endgültig.
Später gebärt Sams Mutter Annie ihre und Marks gemeinsame Tochter Emily.
Die dritte und letzte Zukunftsvision, die Sam erlebt, zeigt ihn und Alicia jeweils mit neuen Partnern in einem chinesischen Restaurant. Offensichtlich haben er und Alicia eine freundschaftliche Beziehung. Sam erfährt, dass er einen Beruf hat und teilweise auch aufs College geht. Außerdem erfährt er zu seiner Enttäuschung, dass er das Skaten aufgegeben hat. Diese Zukunftsvision, die Sam dennoch als rundum positiv empfindet, ist das Ende des Buches.

## Kritiken
Die Zeit lobt in ihrer Rezension des Romans 2008 Hornbys Humor und die „Geschmeidigkeit seiner Sprache“ sowie seine „beneidenswerte Gabe, Pointen zu setzen“, kritisiert jedoch, dass Hornby hier flache „Wohlfühlliteratur“ schreibe, gegen die zwar nichts einzuwenden wäre, „würde nicht permanent simuliert werden, es ginge um mehr, es ginge um die großen Fragen“.

## Hörbuch und Verfilmung
Slam erschien 2009 als Hörbuch bei Der Hörverlag in einer gekürzten Fassung, gelesen von Matthias Schweighöfer.
2016 erschien eine italienische Netflix-Verfilmung Slam von Andrea Molaioli mit Ludovico Tersigni und Barbara Ramella in den Hauptrollen.